# Леобендорф (Нижняя Австрия)
Леобендорф (нем. Leobendorf) — ярмарочная коммуна в Австрии, в федеральной земле Нижняя Австрия.
Входит в состав округа Корнойбург. Население составляет 4630 человек (на 31 декабря 2005 года). Занимает площадь 29,96 км². Официальный код — 31216.

## Политическая ситуация
Бургомистр коммуны — Карл Штих (АНП) по результатам выборов 2010 года.
Совет представителей коммуны (нем. Gemeinderat) состоит из 25 мест.
- АНП занимает 14 мест.
- СДПА занимает 7 мест.
- Зелёные занимают 3 места.
- АПС занимает 1 место.